# Codeur absolu
Le codeur absolu est un capteur angulaire.
Il fournit une information de position absolue, le déplacement étant mesuré par une variation de position. Il utilise un disque divisé en pistes, chacune d'elles comporte une alternance de secteurs réfléchissants et absorbants qui sont lues par plusieurs détecteurs.